# Mattias Samuelsson (ishockeyspelare)
Mattias Samuelsson, född 14 mars 2000 i Voorhees Township i New Jersey, är en amerikansk-svensk professionell ishockeyback som spelar för Buffalo Sabres i National Hockey League (NHL).
Han har tidigare spelat för Rochester Americans i American Hockey League (AHL); Western Michigan Broncos i National Collegiate Athletic Association (NCAA) samt Team USA i United States Hockey League (USHL).
Samuelsson blev draftad av Buffalo Sabres i andra rundan i 2018 års NHL draft som 32:a spelare totalt.
Han är son till Kjell Samuelsson.

## Statistik
| 2012–2013   | Team Comcast             | AYHL        | 31  | 1  | 10 | 11 | 8   | — | — | — | — | — |
| 2013–2014   | Team Comcast             | AYHL        | 23  | 6  | 19 | 25 | 10  | — | — | — | — | — |
| 2014–2015   | Northwood Huskies        | EJEPL       | 19  | 1  | 1  | 2  | 0   | — | — | — | — | — |
| 2015–2016   | Northwood Huskies        |             | 47  | 14 | 15 | 29 | —   | — | — | — | — | — |
| 2016–2017   | Team USA                 | USHL        | 30  | 5  | 5  | 10 | 26  | — | — | — | — | — |
|             | U.S. National U17 Team   |             | 37  | 6  | 8  | 14 | 38  | — | — | — | — | — |
|             | U.S. National U18 Team   |             | 10  | 0  | 2  | 2  | 6   | — | — | — | — | — |
| 2017–2018   | Team USA                 | USHL        | 23  | 4  | 10 | 14 | 64  | — | — | — | — | — |
|             | U.S. National U18 Team   |             | 58  | 11 | 20 | 31 | 113 | — | — | — | — | — |
| 2018–2019   | Western Michigan Broncos | NCAA        | 35  | 5  | 7  | 12 | 37  | — | — | — | — | — |
| 2019–2020   | Western Michigan Broncos | NCAA        | 30  | 2  | 12 | 14 | 41  | — | — | — | — | — |
| 2020–2021   | Buffalo Sabres           | NHL         | 12  | 0  | 2  | 2  | 4   | — | — | — | — | — |
|             | Rochester Americans      | AHL         | 23  | 3  | 10 | 13 | 12  | — | — | — | — | — |
| 2021–2022   | Buffalo Sabres           | NHL         | 42  | 0  | 10 | 10 | 16  | — | — | — | — | — |
|             | Rochester Americans      | AHL         | 22  | 2  | 13 | 15 | 16  | — | — | — | — | — |
| 2022–2023   | Buffalo Sabres           | NHL         | 55  | 2  | 8  | 10 | 20  | — | — | — | — | — |
| NHL totalt  | NHL totalt               | NHL totalt  | 109 | 2  | 20 | 22 | 40  | — | — | — | — | — |
| AHL totalt  | AHL totalt               | AHL totalt  | 45  | 5  | 23 | 28 | 28  | — | — | — | — | — |
| NCAA totalt | NCAA totalt              | NCAA totalt | 65  | 7  | 19 | 26 | 78  | — | — | — | — | — |
| USHL totalt | USHL totalt              | USHL totalt | 53  | 9  | 15 | 24 | 90  | — | — | — | — | — |

### Internationellt
| Källa: Uppdaterad: 2021-04-22 | Källa: Uppdaterad: 2021-04-22 | Källa: Uppdaterad: 2021-04-22 |         | Utv = Utvisningsminuter | Utv = Utvisningsminuter | Utv = Utvisningsminuter | Utv = Utvisningsminuter | Utv = Utvisningsminuter |
| År                            | Lag                           | Mästerskap                    | Matcher | Mål                     | Assists                 | Poäng                   | Utv                     |                         |
| ----------------------------- | ----------------------------- | ----------------------------- | ------- | ----------------------- | ----------------------- | ----------------------- | ----------------------- | ----------------------- |
| 2018                          | USA                           | U18-VM                        | 7       | 1                       | 1                       | 2                       | 6                       |                         |
| 2019                          | USA                           | JVM                           | 7       | 0                       | 0                       | 0                       | 0                       |                         |
| 2020                          | USA                           | JVM                           | 5       | 0                       | 0                       | 0                       | 6                       |                         |
| Junior totalt                 | Junior totalt                 | Junior totalt                 | 19      | 1                       | 1                       | 2                       | 12                      |                         |